# الإمارة الهبارية
الإمارة الهبَّاريَّة هي إمارة إسلاميَّة أسستها سلالة عربية حكمت جزءًا كبيرًا من السند الكبرى كإمارة شبه مستقلة من 854 إلى 1024. وبدءًا من حكم عمر بن عبد العزيز الهباري عام 854 أصبحت المنطقة شبه مستقلة عن الخلافة العباسية عام 861 بينما استمرت في مبايعتها اسميًا للخليفة العباسي في بغداد والدعاء له على المنابر. كان صعود الهباريين بمثابة نهاية فترة الحكم المباشر للسند من قبل الخلفاء الأمويين والعباسيين والتي بدأت في عام 711 م. حيث كانوا متمركزين في مدينة المنصورة السندية، وحكموا وسط وجنوب السند جنوب أرور بالقرب من مدينة سكهر الحديثة.
حكم الهباريون السند حتى هزمهم السلطان محمود غزنوي في عام 1026 ثم ذهب بعد ذلك لتدمير العاصمة الحبرية القديمة للمنصورة وضم المنطقة إلى الإمبراطورية الغزنوية، وبالتالي إنهاء الحكم العربي للسند.

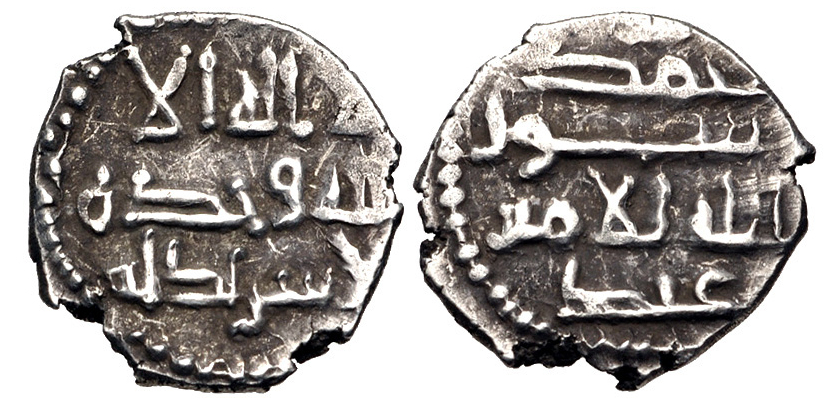
سك العملة للحاكم الهباري عبد الله الثاني أمير السند. أوائل منتصف القرن العاشر. نعناع السند.

## المعتقدات الدينية
كان الهبارى الأوائل من أتباع المدرسة الفكرية السنية، وتعهدوا بالولاء للخلفاء السنة في بغداد، على الرغم من أن آخر حكام الهباري، خفيف، ربما يكون قد اعتنق الإسلام الإسماعيلي. في ظل حكم الهباري، نشط المبشرون الإسماعيليون، الذين بايعوا الخلافة الفاطمية في القاهرة، في السند، التي أصبحت واحدة من 12 "جزائر" في العالم الإسلامي نجح فيها نشاط التبشير الإسماعيلي. في عام 957، سجل القاضي النعمان أن داعي إسماعيلي سافر عبر السند في منتصف القرن العاشر، ونجح في تحويل أعداد كبيرة من غير المسلمين إلى الإسلام الإسماعيلي. بحلول عام 985 ، لاحظ المقدسي أن سكان ملتان (في شمال السند الكبرى، التي يحكمها بنو منبه) كانوا إلى حد كبير من الشيعة، على الرغم من أن سكان المنصورة تعهدوا بالولاء للإمام السني داود الظاهري.  بعد احتلال ملتان على يد محمود غزنوي عام 1005، الذي لوحظ أنه ذبح السكان الإسماعيليين، هرب عدد كبير من الإسماعيليين جنوبًا إلى المنصورة، حيث استمرت الإسماعيلية حتى بعد الغزو الغزنوي، وأصبحت ديانة سلالة سومرا من شأنه أن تحكم السند في القرون اللاحقة.
كان وسط وجنوب السند بوذيًا إلى حد كبير جنوب أرور، ولكن أثناء الحكم العربي للسند، انقرضت البوذية إلى حد كبير، بينما استمرت الهندوسية.

## حكام الإمارة الهبارية
- عمر بن عبد العزيز الهباري (240 - 270 هـ / 855 - 884م)
- عبد الله بن عمر الهباري (270 - 301 هـ / 884 - 913م)
- عمر بن عبد الله بن عمر الهباري (913-943).
- محمد بن عبد الله (943-973)
- علي بن عمر (973-987)
- عيسى بن علي
- منبي بن علي بن عمر (987-1010)
- خفيف (سلالة سومرا) (1010-1025)

## روابط خارجية
- عملات سلالة الهباريين